# Kinostemon
Kinostemon é um género botânico pertencente à família Lamiaceae.

## Espécies
- Kinostemon albo
- Kinostemon bidentatus
- Kinostemon ningpoensis
- Kinostemon ornatus
- Kinostemon pernyi
- Kinostemon veronicifolia